# Parafia Matki Bożej Częstochowskiej w Drygałach
Parafia Matki Bożej Częstochowskiej w Drygałach – parafia rzymskokatolicka erygowana w 1962 roku. 
Parafia katolicka istniała tu już w wieku XV. W okresie reformacji kościół przejęli luteranie. Obecny kościół został zbudowany w latach 1732–1734 i poświęcony jako parafia ewangelicka 29 września 1734. Świątynię przejęli po II wojnie światowej katolicy. W kościele znajdują się organy wybudowane w 1924 roku.
W parafii istnieje kaplica dojazdowa w Pogorzeli Wielkiej.

## Proboszczowie
- ks. Adolf Jaroszko (1947–1960)
- ks. Jan Kościewski (1960–1966)
- ks. Wiktor Borysiewicz (1966–1983)
- ks. Mieczysław Kozik (1983–1984)
- ks. kan. Franciszek Starzec[2] (1984–1989)
- ks. kan. Mieczysław Bębenek[3] (1989–2003)
- ks. Piotr Sulewski (2003–2018)
- ks. dr Maciej Gilewski (2018–2021)
- ks. kan. mjr mgr lic. Henryk Dąbrowski (od 2021)